# Nebrioporus airumlus
Nebrioporus airumlus är en skalbaggsart som först beskrevs av Friedrich Anton Kolenati 1845.  Nebrioporus airumlus ingår i släktet Nebrioporus och familjen dykare. Inga underarter finns listade i Catalogue of Life.